# Fresh Evidence
Fresh Evidence är ett album av Rory Gallagher, utgivet 1990. Det var det sista albumet han spelade in.

## Låtlista
Samtliga låtar skrivna av Rory Gallagher, om annat inte anges.
1. "Kid Gloves" - 5:41
2. "The King of Zydeco" - 3:44
3. "Middle Name" - 4:15
4. "Alexis" - 4:08
5. "Empire State Express" (Son House) - 5:08
6. "Ghost Blues" - 8:02
7. "Heaven's Gate" - 5:10
8. "The Loop" - 2:23
9. "Walkin' Wounded" - 5:10
10. "Slumming Angel" - 3:40
11. "Never Asked You for Nothin'" - 4:29
12. "Bowed Not Broken" - 3:26